# Kumarakom
Kumarakom (en malayalam : കുമരകം) est un village du district de Kottayam, dans l'État du Kerala, en Inde. Établie sur les berges du lac Vembanad, la localité est distante de 16 km à la ville de Kottayam.

## Géographie
Kumarakom est composé de mangrove, de rizières et de cocotiers.
Le village abrite nombre d'espèces de la faune et de la flore. Le Kumarakom Bird Sanctuary (en) est un sanctuaire naturel de l'Inde visité par plusieurs espèces d'oiseaux migrateurs. Créé à partir d'initiatives gouvernementales, il s'étend sur environ 14 acres (57 000 m2). 
Le lac Vembanad, plus grand lac du Kerala, est l'habitat de plusieurs espèces marines.

## Économie
Le village vit de pêche, d'agriculture et de tourisme. En plus du riz et de la noix de coco, on y cultive la banane, la mangue, le jacquier, l'ambazhanga, le puli, le chaambenga, le peraycka, l'aathaycka et l'ananas. On y cultive également le cacao et le café ainsi que le chena et le chembu, cultivé au pied des cocotiers. 